# Asterfijnstraal
Asterfijnstraal (Conyza) is een geslacht van bloeiende soorten eenjarige planten uit de familie Asteraceae. Het geslacht is verwant aan fijnstraal (Erigeron). De in Nederland voorkomende soorten worden daarvan onderscheiden door de kleine lintbloempjes en doordat er meer lintbloemen dan buisbloemen in een hoofdje staan.
In Nederland komen 4 soorten voor. Canadese fijnstraal  (C. canadensis) is al in Nederland sinds de 18e eeuw. Hoge fijnstraal  (C. sumatrensis) is tussen 1975 en 1999 in Nederland ingeburgerd. ruige (C. bilbaoana)  en gevlamde fijnstraal (C. bonariensis)  zijn pas kort geleden in Nederland verschenen. Alle vier soorten komen op ruderale standplaatsen voor, en laatste drie soorten komen vooral voor in de steden.
Uit België worden alleen Canadese en hoge fijnstraal gemeld, en de laatste komt zeldzaam voor.

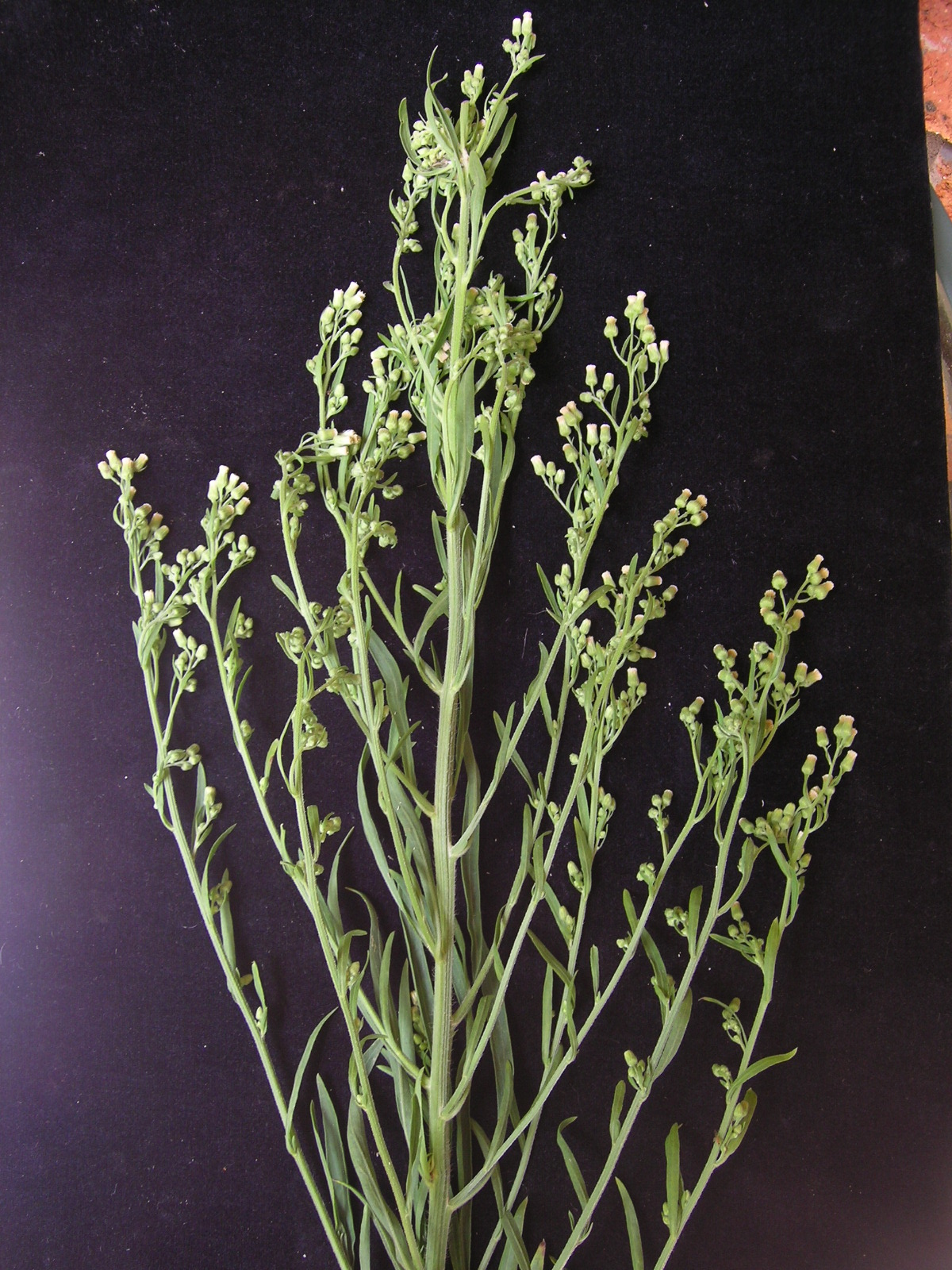
Hoge fijnstraal